# 헥소키네이스
헥소키네이스(영어: hexokinase) (EC 2.7.1.1) 또는 헥소키나아제는 육탄당을 인산화하여 육탄당 인산을 생성하는 반응을 촉매하는 효소이다. 대부분의 생물에서 포도당은 헥소키네이스의 가장 중요한 기질이며, 포도당 6-인산은 가장 중요한 생성물이다. 헥소키네이스는 ATP로부터 인산기를 기질로 전달할 수 있는 능력이 있다.
헥소키네이스는 헥소키네이스의 특정 동질효소인 글루코키네이스와 혼동해서는 안된다. 모든 헥소키네이스는 육탄당을 인산화할 수 있지만, 글루코키네이스는 50배 더 낮은 기질 친화도로 작용하고, 글루코키네이스의 주된 육탄당 기질은 포도당이다.

## 변형
헥소키네이스를 암호화하고 있는 유전자는 생물체의 모든 역에서 발견되며, 세균, 효모, 식물에서 사람 및 기타 척추동물에 이르기까지 다양한 종에 존재한다. 헥소키네이스는 기질 친화도 및 다른 특성들을 결정하는 보다 가변적인 서열에 의해 둘러싸인 공통적인 ATP 결합 부위 코어를 공유하는 액틴 폴드(actin fold) 단백질로 분류된다.
상이한 기능을 가지는 여러 헥소키네이스의 동질효소 또는 동형 단백질이 단일 종에서 생성될 수 있다.

## 반응
헥소키네이스에 의해 촉매되는 반응은 다음과 같다.
육탄당-CH2OH + MgATP2−
 → 육탄당-CH2O-PO2−
3 + MgADP−
 + H+
여기서 헥소스-CH2OH는 접근 가능한 -CH2OH 부분을 가지고 있는 몇몇 육탄당(포도당과 같은) 중 어느 하나를 나타낸다.
|  |

## 육탄당 인산화의 결과
포도당과 같은 육탄당의 인산화는 육탄당의 대사를 해당과정이나 글리코젠 합성과 같은 세포 내 대사 과정으로 제한시킨다. 이는 인산화된 육탄당이 하전되어 세포 밖으로 빠져 나오기가 더 힘들어 지기 때문이다.
본태성 과당뇨 환자에서 헥소키네이스에 의한 과당의 과당 6-인산으로의 대사는 식이 과당을 대사하는 주요 방법이다. 이 경로는 정상적인 사람에서는 중요하지 않다.

## 다른 동질효소들의 크기
대부분의 세균의 헥소키네이스는 크기가 대략 50 kD이다. 식물 및 동물을 포함한 대부분의 생물들은 보통 한 가지 이상의 헥소키네이스 동질효소를 갖는다. 대부분의 크기는 약 100 kD이며, 많은 서열 상동성을 공유하는 N 말단 및 C 말단으로 구성된다. 이것은 세균의 것과 유사한 50 kD 의 조상 헥소키네이스의 복제 및 융합에 의한 진화적 기원을 시사한다.

## 포유류 헥소키네이스의 종류
상이한 기질, 조건 및 생리학적 기능과 관련하여 세포 내 위치 및 반응속도론에서 차이가 나는 4가지 주요 포유류 헥소키네이스 동질효소들 (EC 2.7.1.1)이 있다. 이들은 헥소키네이스 I, II, III, IV 또는 헥소키네이스 A, B, C, D로 지칭된다.

### 헥소키네이스 I, II, III
헥소키네이스 I, II, III은 포도당에 대한 높은 친화성(1 mM 미만)으로 인해  "낮은 Km"의 동질효소들이다. 헥소키네이스 I 과 II는 기질의 생리학적 농도에서 미하엘리스-멘텐 속도론을 따른다. 헥소키네이스 I, II, III 모두 이들의 생성물인 포도당 6-인산에 의해 강력하게 저해된다. 분자량은 약 100 kD이다. 각각 2개의 유사한 50 kD 의 소단위체로 구성되어 있지만, 헥소키네이스 II 에서만 양쪽 소단위체에 기능적인 활성 부위가 있다.
- 헥소키네이스 I/A는 모든 포유류 조직에서 발견되며, 대부분의 생리학적, 호르몬적, 대사적 변화에 의해 영향을 받지 않는 "하우스키핑 효소"로 간주된다.
- 헥소키네이스 II/B는 많은 세포 유형에서 주요 조절된 동형 단백질을 구성하고, 많은 암에서 증가된다. 헥소키네이스 II/B는 근육과 심장에서 발견되는 헥소키네이스이다. 헥소키네이스 II/B는 또한 미토콘드리아 외막에 위치하여 ATP에 직접 접근할 수 있다.[2] 헥소키네이스 II/B의 상대적인 특이 활성은 적어도 pH가 6.9~8.5 범위에서 증가한다.[3]
- 헥소키네이스 III/C는 생리학적 농도에서 포도당에 의해 기질 저해된다. 이 동질효소의 조절 특성에 대해서는 알려진 바가 거의 없다.

### 헥소키네이스 IV ("글루코키네이스")
글루코키네이스라고도 하는 포유류 헥소키네이스 IV는 반응속도론 및 기능 면에서 다른 헥소키네이스와는 다르다.
글루코키네이스가 간세포의 세포질과 핵 사이에서 전위할 때, 세포 내 수준에서 인산화가 일어난다. 글루코키네이스는 기질의 농도가 충분히 높은 경우에만 포도당을 인산화시킬 수 있다. 글루코키네이스의 포도당에 대한 Km은 헥소키네이스 I, II, III 보다 100배 더 높다.
헥소키네이스 IV는 약 50 kD의 단량체이며, 포도당과의 양성 협동을 나타내고, 생성물인 포도당 6-인산에 의해 다른 자리 입체성 조절로 저해되지 않는다.
헥소키네이스 IV는 간, 이자, 시상하부, 소장 및 특정 신경내분비 세포에 존재하며, 탄수화물 대사에서 중요한 조절 역할을 한다. 이자의 β 세포에서 인슐린의 분비를 조절하는 포도당 센서로 역할을 하며, α 세포에서 글루카곤의 분비를 비슷하게 조절한다. 간세포에서 글루코키네이스는 글리코젠 합성을 증가 또는 감소시킴으로써 주변 포도당 수준의 변화에 반응한다.

## 해당과정에서
포도당은 산소(O2)가 존재하든, 존재하지 않든지 간에 모든 세포에 의해 ATP를 생성하는데 사용될 수 있다는 점에서 특이하다. 해당과정의 첫 번째 단계는 헥소키네이스에 의한 포도당의 인산화이다.
|  |

헥소키네이스는 포도당 6-인산을 생성하기 위해 포도당의 인산화를 촉매함으로써 포도당의 세포 내로의 운반을 용이하게 해서 농도 기울기를 유지하도록 만든다. 이 반응은 또한 해당과정과 오탄당 인산 경로를 포함하여 생리학적으로 관련된 모든 포도당 이용 경로를 개시하게 한다. 육탄당의 6번 탄소에 하전된 인산기의 첨가는 하전된 육탄당 인산이 세포막을 쉽게 통과할 수 없기 때문에, 세포 내에서 포도당 및 2-디옥시헥소스 포도당 유사체(예: 2-디옥시글루코스 및 2-플루오로-2-디옥시글루코스)의 "트랩핑(trapping)"을 보장한다.

## 미토콘드리아와의 관련
헥소키네이스 I 및 II는 포린 및 전압 의존성 음이온 통로에 대한 특이적 결합을 통해 미토콘드리아 외막의 외부 표면에 물리적으로 결합될 수 있다. 이러한 결합은 헥소키네이스의 두 가지 기질 중 하나인 미토콘드리아에 의해 생성된 ATP에 대한 헥소키네이스의 직접적인 접근을 가능하게 한다. 미토콘드리아의 헥소키네이스는 빠르게 증식하는 악성 종양 세포에서 정상 조직보다 최대 200배 높은 수준으로 상승한다. 미토콘드리아에 결합된 헥소키네이스는 종양 세포에서 호기적으로 일어나는 매우 빠른 해당과정(1930년에 오토 하인리히 바르부르크가 기술한 바르부르크 효과)의 원동력인 것으로 입증되었다.

## 소수성 도표

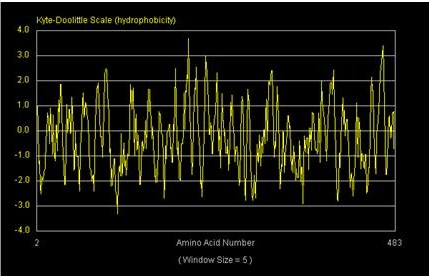
헥소키네이스의 소수성 도표

단백질의 잠재적 막 횡단 부분은 소수성 분석에 의해 밝혀낼 수 있다. 소수성 분석은 폴리펩타이드 사슬을 따라 각 위치에서 소수성 특성을 정량화하는 알고리즘을 사용한다. 수용된 소수성 척도 중 하나는 소수성 도표의 생성에 의존하는 카이트(Kyte)와 두리틀(Doolittle)의 척도이다. 소수성 도표에서 y축 상의 음수 부분은 친수성 영역을 나타내고, 양수 부분은 소수성 영역을 나타낸다. 잠재적 막횡단 도메인은 x축 상에서 약 20개의 아미노산의 길이이다.
효모의 헥소키네이스의 소수성 분석은 이러한 기준에 의해 만들어졌다. 헥소키네이스의 400번째 아미노산 주위에 위치한 단일 잠재적 막횡단 도메인을 갖는 것처럼 보인다. 따라서 효모에서 헥소키네이스는 내재성 막 단백질이 아닐 가능성이 높다.

## 결핍증
헥소키네이스 결핍증은 만성 용혈성 빈혈을 유발하는 상염색체 열성 유전 질환이다. 만성 용혈성 빈혈은 헥소키네이스를 암호화하는 헥소키네이스 유전자의 돌연변이에 의해 일어난다. 돌연변이는 헥소키네이스 활성의 감소를 유발하여 헥소키네이스 결핍을 일으킨다.

## 같이 보기
- 다른 자리 입체성 조절
- 효소 촉매작용
- 천연 변성 단백질
- 형광 포도당 바이오센서
- 글루코키네이스
- 해당과정
- 글리코젠
- 포도당 6-인산가수분해효소
- 인슐린
- 단백질 동역학
- 단백질 도메인